# Museo Cívico Arqueológico de Bolonia
El Museo Cívico Arqueológico de Bolonia es una institución que, como su propio nombre indica, alberga piezas arqueológicas. Se encuentra en el quattrocentesco Palazzo Galvani, el antiguo “Ospedale della Morte”, adyacente a la Piazza Maggiore de la ciudad.
Fue inaugurado en septiembre de 1881 en la misma sede actual, siendo uno de los museos más antiguos de la ciudad. Se constituyó de la fusión de dos museos: el Museo Universitario, heredero de la Sala de la Antigüedad de la Academia de las Ciencias fundada por Luigi Ferdinando Marsigli (1714) y el Museo Comunal, compuesto por la colección antigua del pintor Pelagio Palagi (1860) y de numerosas piezas provenientes de excavaciones realizadas en Bolonia y en su entorno.
El patrimonio arqueológico del museo abarca en torno a 200.000 piezas, siendo el principal referente en cuanto a número y calidad de materiales de la región de Emilia-Romaña. Sin embargo, no solo alberga piezas autóctonas, sino que tiene piezas que son referentes mundiales en cuanto a arqueología se refiere, como algunos fragmentos de la tumba de Horemheb.
Las principales colecciones del museo son:
- Colección prehistórica
- Colección griega
- Esculturas greco-romanas
- Colección etrusco-itálica
- Colección romana
- Piezas de Bolonia
- Salas egipcias (una colección de las más importantes de Europa)
- Colección numismática

El museo también se caracteriza por albergar exposiciones temporales. Por ejemplo, en 2006/2007 albergó una muestra del pintor italiano Annibale Carracci, o a fines de 2007 otra sobre Giovanni Battista Belzoni y sus descubrimientos en el Antiguo Egipto.

## Galería

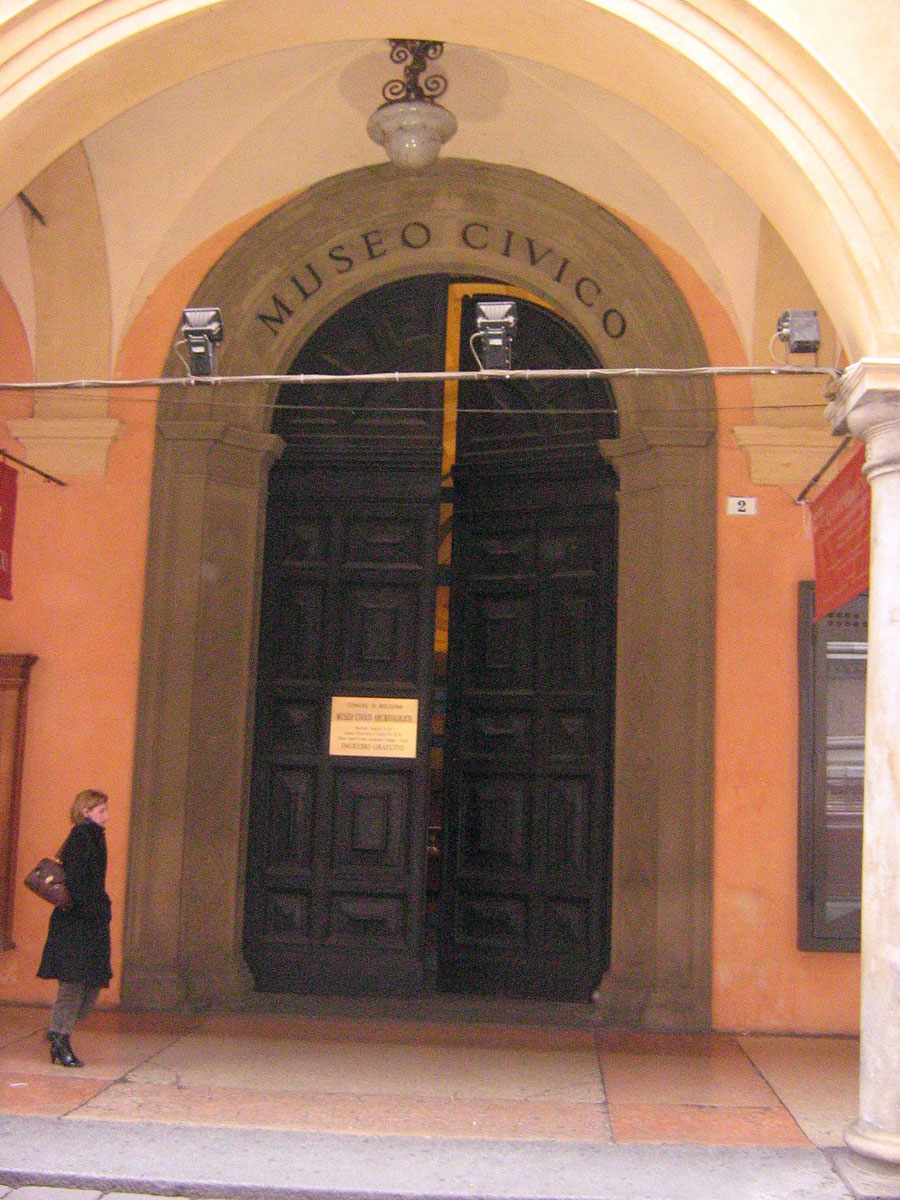
Acceso al recinto
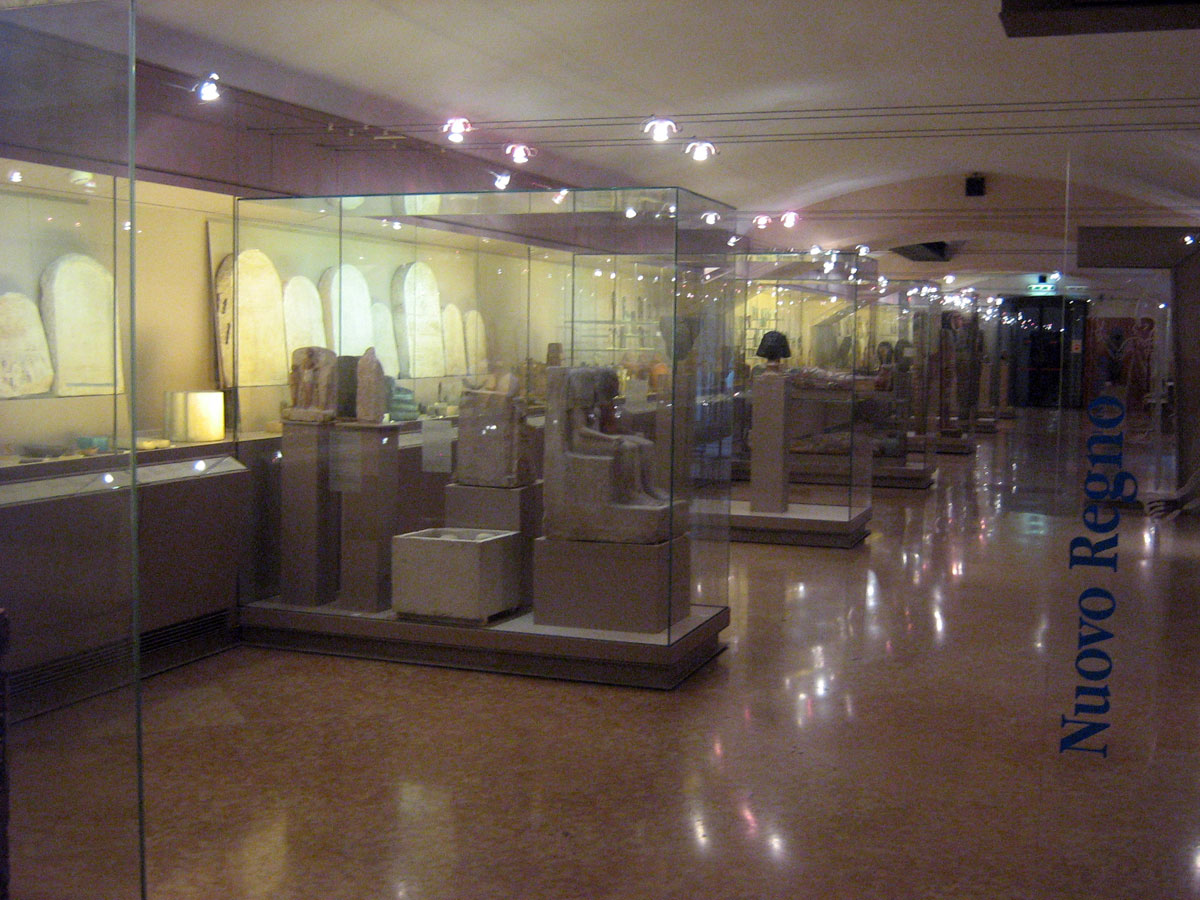
Salas egipcias
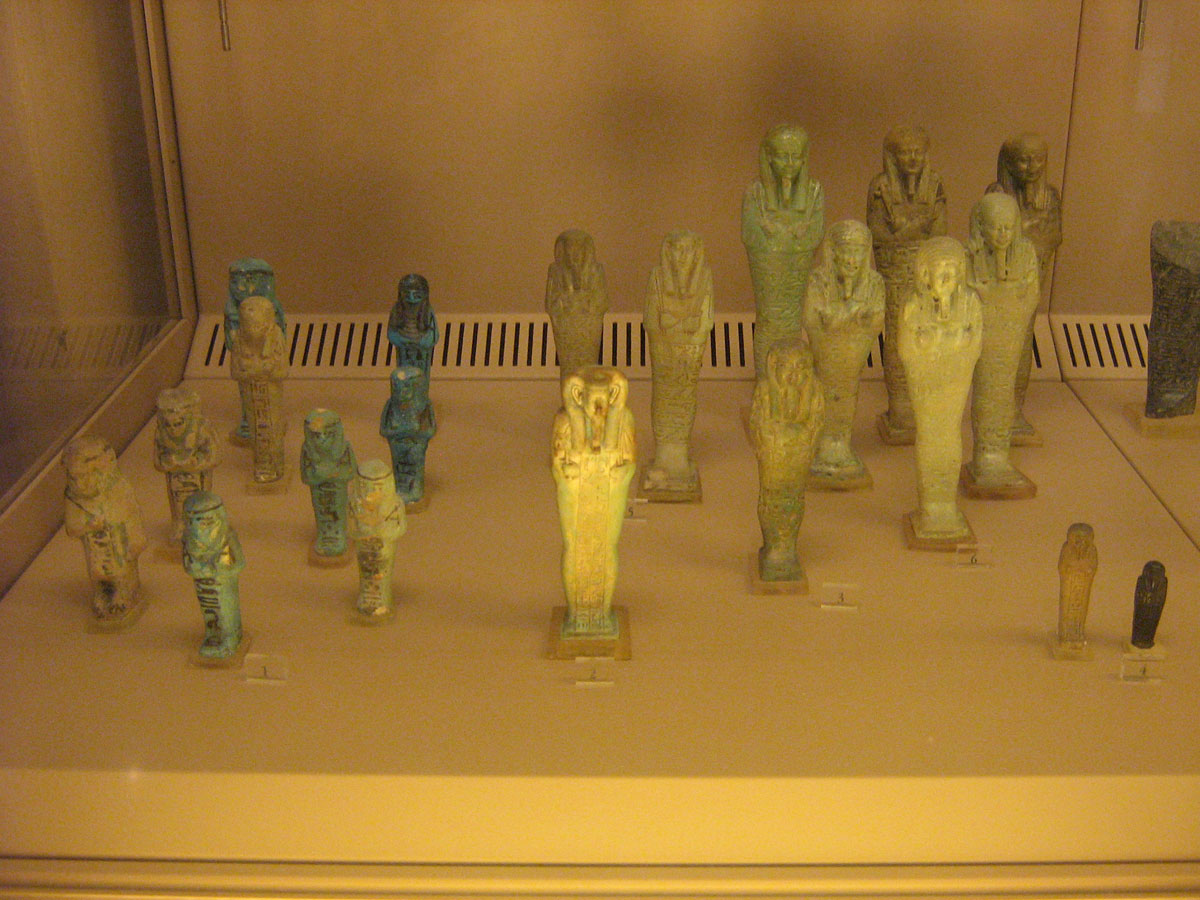
Estatuillas del Imperio Nuevo
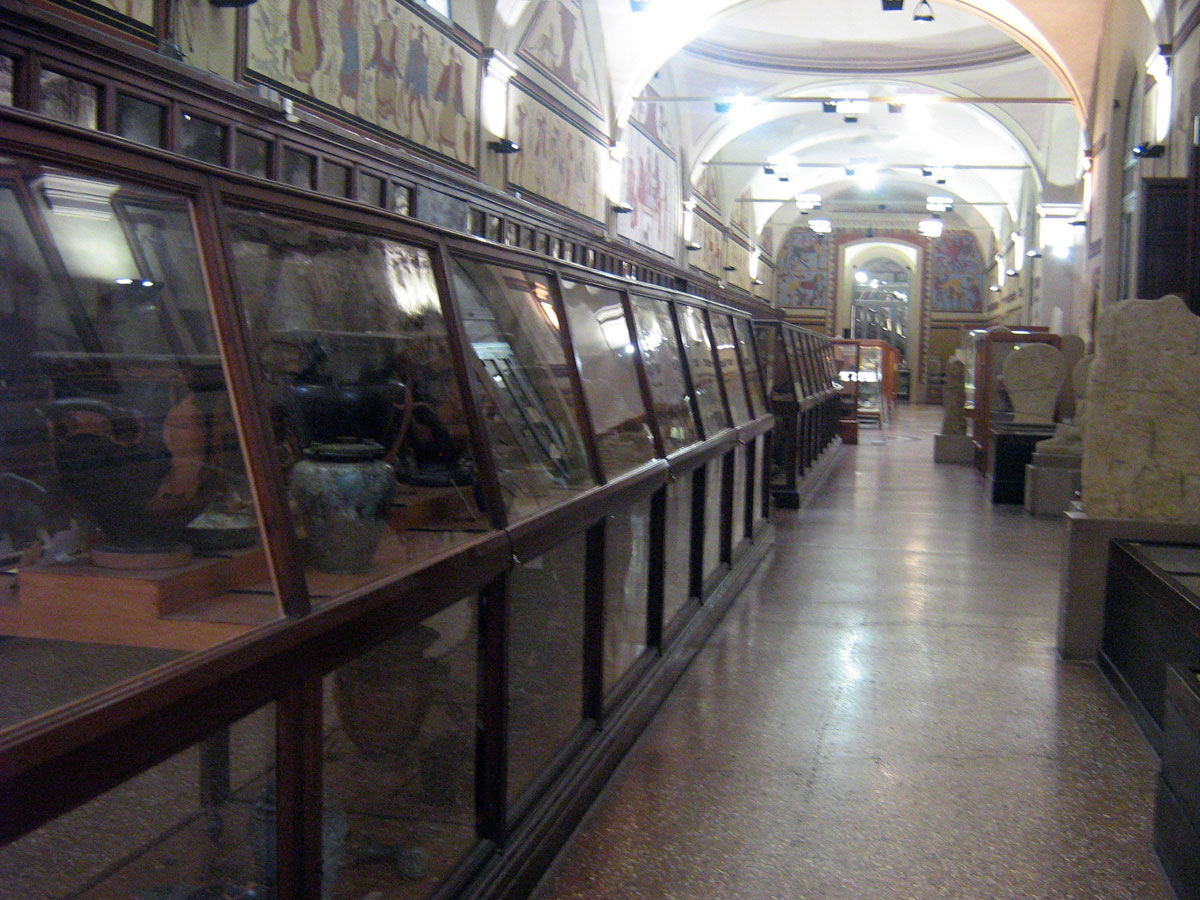
Colección permanente
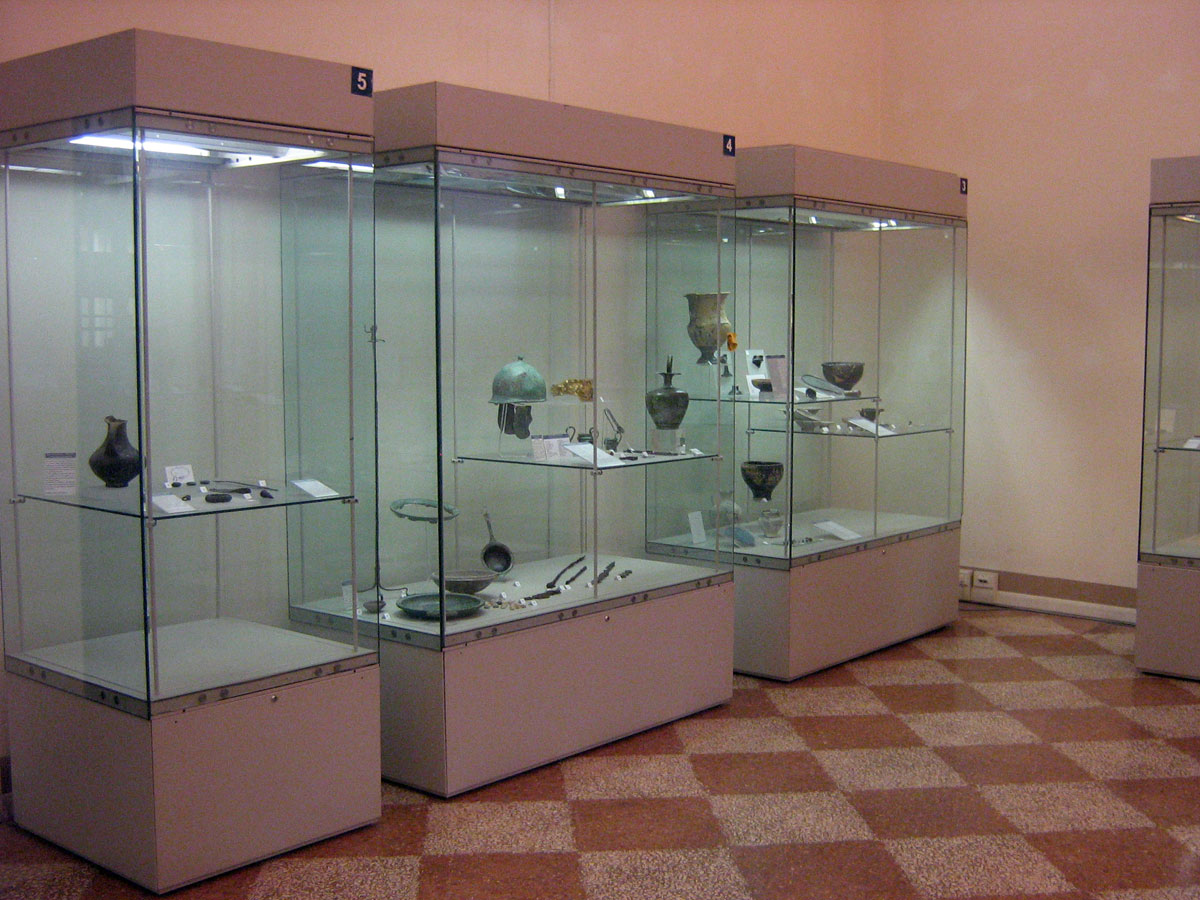
Vitrinas del museo
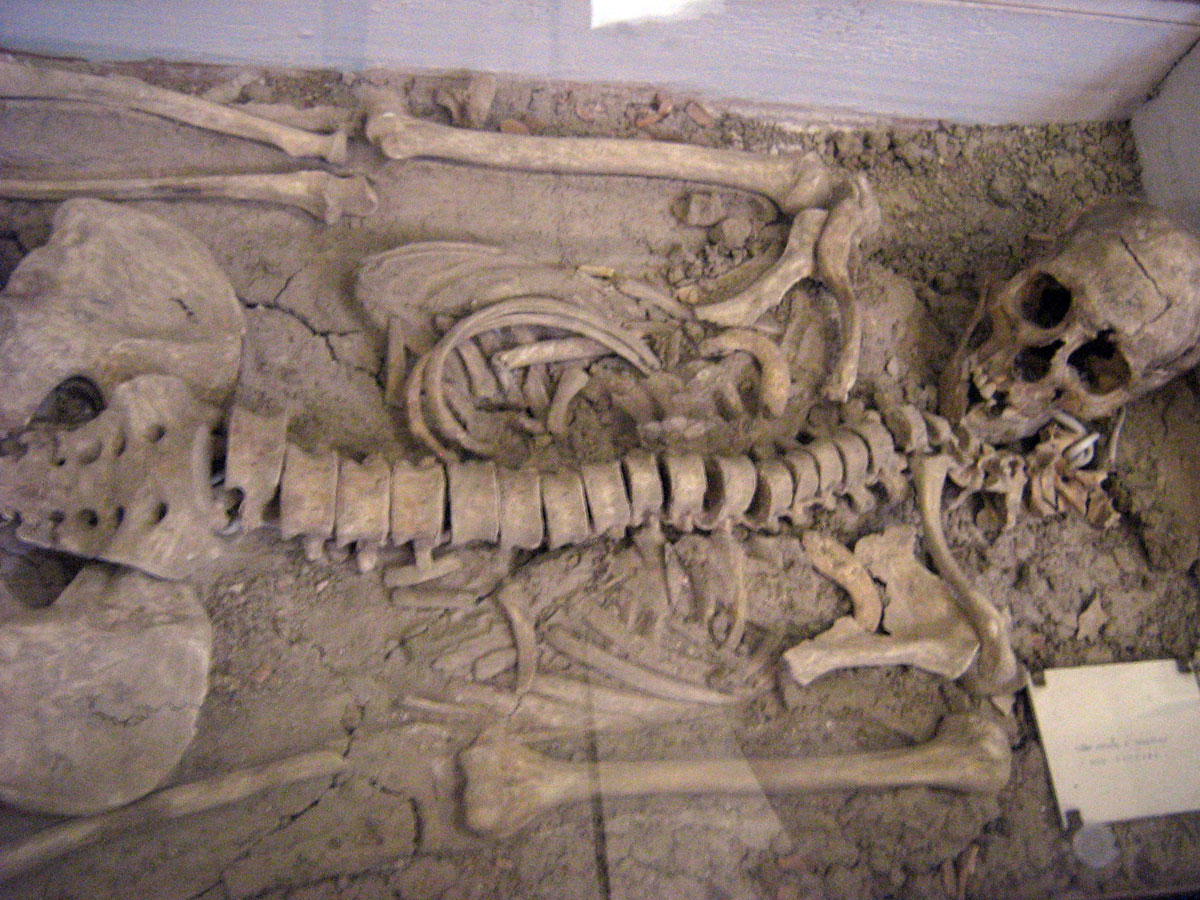
Enterramiento expuesto
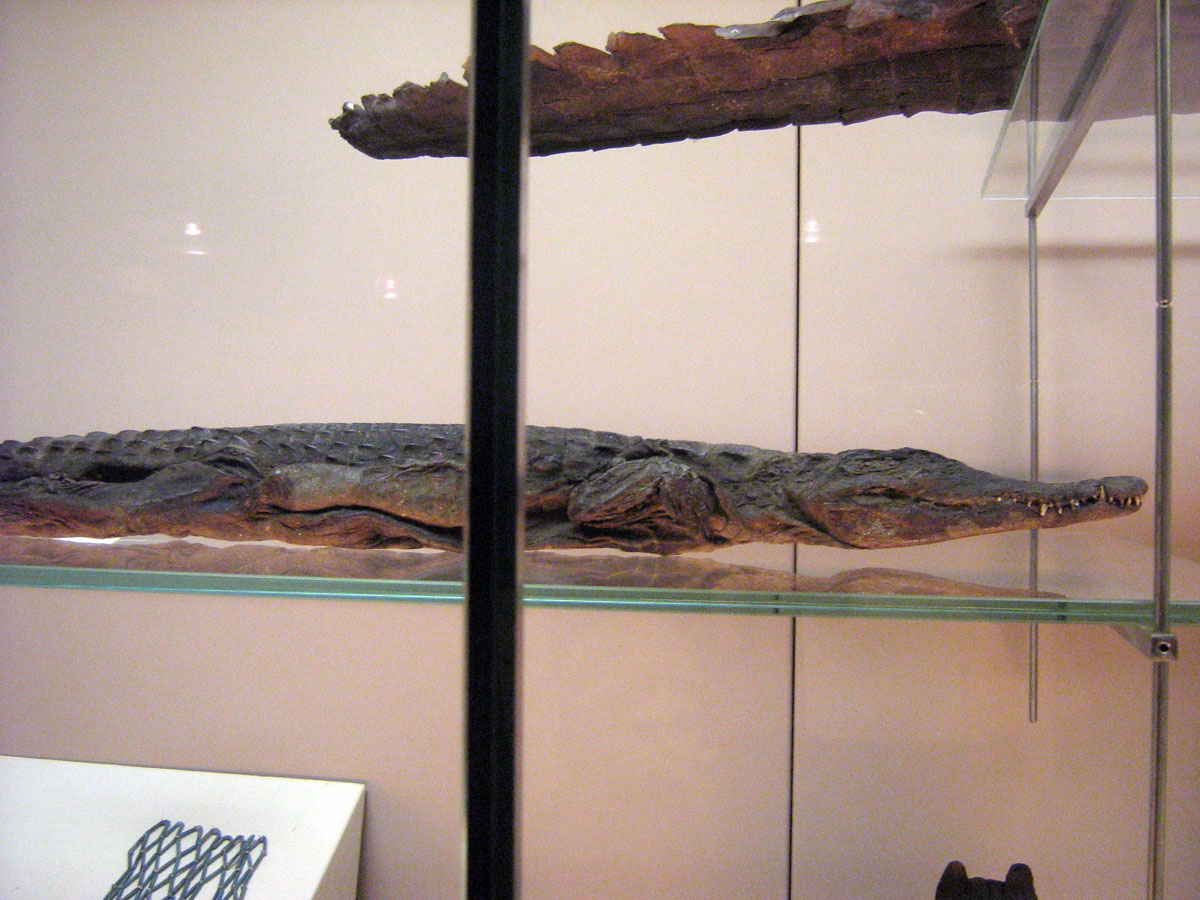
Cocodrilo disecado